# Johann Rattenhuber
Johann Rattenhuber (ur. 30 kwietnia 1897 w Oberhaching, zm. 30 czerwca 1957 w Monachium) – SS-Gruppenführer, w latach 1935–1945 dowódca Służby Bezpieczeństwa Rzeszy (RSD) (niem. Reichssicherheitsdienst) odpowiedzialnej za osobiste bezpieczeństwo Hitlera i innych notabli III Rzeszy.
Wykształcenie średnie (matura) w 1916. Służba wojskowa 1916–1918 zakończona awansem na podporucznika. Na przełomie kwietnia i maja 1919 jako dowódca Oddziału Bezpieczeństwa przy freikorpsie Eppa brał udział w obaleniu Bawarskiej Republiki Rad we Freising i Monachium.
Od 1920 w policji w Bayreuth, od 1922 w policji landu Bawaria, w 1925 awans na podporucznika policji. Od marca 1933 adiutant prezydenta policji Heinricha Himmlera, w kwietniu 1933 dostał polecenie utworzenia Zespołu ds. Specjalnych (niem. Kommando zur besonderen Verwendung protoplasty Reichssicherheitsdienst), do którego zadań miało należeć; zapewnienie ogólnego bezpieczeństwa Führera i członków rządu, a w szczególności przeciwdziałanie zamachom.
Od chwili sformowania RSD w marcu 1935 do 2 maja 1945 jej dowódca. W trakcie ucieczki tzw. V. grupy uciekinierów 2 maja 1945 z bunkra Hitlera pod Kancelarią Rzeszy Rattenhuber został ciężko ranny w nogę, a następnie pojmany przez żołnierzy Armii Czerwonej i wywieziony do ZSRR, gdzie został skazany. Zwolniony w 1955, osiadł w Monachium, gdzie zmarł 1957. Został pochowany na Cmentarzu Wschodnim w Monachium.

## Odznaczenia
- Krzyż Żelazny II Klasy (Cesarstwo Niemieckie)[1]
- Krzyż Żelazny I Klasy (Cesarstwo Niemieckie)[1]
- Krzyż Honorowy dla Walczących na Froncie[1]
- Złota Odznaka NSDAP (12 maja 1938)[1]
- Odznaka za Służbę w SS IV Klasy[2]
- Odznaka Honorowa Olimpijska I Klasy[1]
- Medal Pamiątkowy 13 marca 1938[2]
- Medal Pamiątkowy 1 października 1938[2]